# Федосеевское сельское поселение
Федосеевское сельское поселение — муниципальное образование в Заветинском районе Ростовской области. 
Административный центр поселения — село Федосеевка.

## Административное устройство
В состав Федосеевского сельского поселения входят:
- село Федосеевка;
- хутор Воротилов;
- село Свободное.

## Население
| 2010  | 2012  | 2013  | 2014  | 2015  | 2016  | 2017  |
| ----- | ----- | ----- | ----- | ----- | ----- | ----- |
| 1335  | ↘1318 | ↗1336 | ↗1339 | ↗1345 | ↘1341 | ↘1320 |
| 2018  | 2019  | 2020  | 2021  |       |       |       |
| ↘1314 | ↘1305 | ↘1302 | ↘1289 |       |       |       |